# Омар Ніньо Ромеро
Омар Ніньо Ромеро (ісп. Omar Niño Romero; 12 травня 1976) — мексиканський професійний боксер, чемпіон світу за версією WBC (2006—2007, 2010) в першій найлегшій вазі.

## Професіональна кар'єра
Дебютував на профірингу 1995 року на другий день після свого 19-річчя. В п'ятому бою 21 червня 1996 року завдав першої поразки майбутньому чемпіону світу в чотирьох вагових категоріях Хорхе Арсе, який проводив тоді теж свій п'ятий бій.
26 вересня 1998 року в п'ятнадцятому поєдинку в бою проти співвітчизника Гілберто Кеб Бааса зазнав першої поразки нокаутом в п'ятому раунді.
10 серпня 2006 року в бою проти американця Браяна Вілорія, нокаутувавши суперника, завоював титул чемпіона світу за версією WBC в першій найлегшій вазі. У бою-реванші 18 листопала 2006 року Ромеро зберіг титул після спірної нічиєї, але потім був позбавлений звання чемпіона через провалений допінг-тест.
Після відбуття дискваліфікації продовжив виступи в 2008 році. 27 лютого 2010 року вийшов на бій проти чемпіона WBC в першій найлегшій вазі Роделя Майола (Філіппіни). Поєдинок був зупинений в третьому раунді через зіткнення головами. 19 червня 2010 року суперники зустрілися вдруге, і Ромеро здобув перемогу одностайним рішенням суддів. В першому ж захисті 6 листопада 2010 року, зустрівшись вдруге з Гілберто Кеб Баасом, програв рішенням більшості суддів і втратив титул.
13 травня 2012 року зустрівся втретє з Браяном Вілорія, який володів титулом чемпіона світу за версією WBO у найлегшій вазі, і програв технічним нокаутом в дев'ятому раунді.